# Richard Parnell
Richard Parnell (1810 - 1882) fue un médico, botánico, zoólogo, e ictiólogo inglés. Fue especialista taxónomo agrostólogo.

## Biografía
En 1840 salió de Londres en una expedición de recolección a Jamaica, y un recorrido por las colecciones de museos de Estados Unidos. Los cuadernos guardados por Richard Parnell durante su viaje a las Indias Occidentales y a EE. UU. contienen la historia natural, y docenas de bocetos a lápiz y en acuarela de la vida marina que absorbió su interés, principalmente peces.

## Algunas publicaciones
- 1837. Account of a new species of British bream, and of an undescribed species of skate: to which is added a list of the fishes of the Frith of Forth, and its tributary streams, with observations. 12 pp.
- 1837. An account of three new species of British fishes. 9 pp.

### Libros
- 1838. Prize essay on the natural and economical history of the fishes marine, fluviatile, and lacustrine, of the river district of the Firth of Forth. Ed. Longman, Orme, Brown, Green & Longmans. 520 pp. + 32 pl. en línea

- 1842. The grasses of Scotland. 152 pp. en línea

- 1845. The grasses of Britain, Volumen 1. 310 pp. en línea

## Honores

### Eponimia
- (Eriocaulaceae) Eriocaulon parnellii Praj. & Chantar.[1]

- (Lamiaceae) Gmelina parnellii M.H.Rashid[2]

- (Poaceae) Poa parnellii Bab.[3]

- La abreviatura «Parn.» se emplea para indicar a Richard Parnell como autoridad en la descripción y clasificación científica de los vegetales.[4]

## Abreviatura (zoología)
La abreviatura Parnell  se emplea para indicar a Richard Parnell como autoridad en la descripción y taxonomía en zoología.